# Costa Oeste (Cabo Ocidental)
A Costa Oeste é uma região da província do Cabo Ocidental na África do Sul e é banhado pelo Oceano Atlântico a oeste e a região Swartland a leste.
A região se estende por mais de 400 km de norte a sul e é bem conhecida por sua beleza cênica e fértil área de pesca. As principais cidades desta região são Saldanha, Paternoster, Vredenburg, Velddrif, St. Helena Bay, Langebaan, Hopefield, Darling e Yzerfontein. A principal reserva natural da região é a Parque Nacional da Costa Oeste.